# Президентські вибори в Чорногорії 2023
Президентські вибори у Чорногорії відбулися 19 березня 2023 року, на яких обирають президента Чорногорії. Чинний президент Міло Джуканович має право бути переобраним.
Оскільки жоден кандидат не набрав більшості голосів, другий тур буде проведено 2 квітня. У першому турі, Міло Джуканович, лідер популістської ДПС, отримав 35%, ставши першим. Яков Мілатович, кандидат від новоствореного центристського руху «Європа зараз!», який балотується на платформі боротьби з корупцією, перевершив соціологічні опитування, набравши 29% голосів, і тепер зустрінеться з чинним президентом Міло Джукановичем у другому турі. Андрія Мандич, один із лідерів правопопулістського Демократичного фронту, отримав 19% голосів, посівши третє місце в першому турі.
Після президентських виборів відбудуться позачергові парламентські вибори, які чинний президент Джуканович призначив на червень 2023 року, розпустивши парламент за кілька днів до першого туру виборів, у якому він балотувався на свій третій термін як голова держави.

## Передумови
На попередніх президентських виборах у 2018 році переміг лідер Демократичної партії соціалістів (ДПС) Міло Джуканович, набравши 53,9% голосів у першому турі. Чинний президент Джуканович має право на переобрання, у зв'язку з тим, що його перший президентський термін (1998-2003) відбувся до відновлення незалежності Чорногорії в 2006 році.
Президентські вибори відбудуваються на тлі найглибшої політичної кризи, з якою Чорногорія зіткнулася з моменту здобуття незалежності від Сербії в 2006 році, коли Скупщина не змогла сформувати новий уряд після повалення уряду премʼєра Абазовича в серпні 2022 року, а Джуканович наполягав на позачергових виборах. Джуканович, будучи лідером ДПС, керував Чорногорією більше трьох десятиліть як прем'єр-міністр, або як президент. Незважаючи на те, що його вважають прозахідним політиком, протягом тривалого часу перебування при владі, він був помічений у численних корупційних скандалах та кримінальних справах, і саме тому багато хто хоче, щоб він пішов з політики. Це було палке бажання вигнати Джукановича та ДПС, яке об’єднало три ідеологічно різноманітні опозиційні альянси, щоб сформувати першу правлячу коаліцію в незалежній Чорногорії, яка не містила партію Джукановича. Від ультраправих та проросійських до прозахідних та громадянських, коаліція отримала більшість у парламенті після виборів у серпні 2020 року. Яков Мілатович був безпартійним членом технократичного кабінету, тоді як правопопулістський Демократичний фронт Андрія Мандича був серед партій, які підтримали коаліцію в парламенті. Однак, окрім сильного бажання усунути ДПС та її лідера від влади, члени коаліції мали мало спільного та не змогли провести реформи. Парламентська криза призвела до відсутності чи тимчасового статусу кількох основних державних інституцій, у тому числі тимчасового уряду, державної прокуратури та найпомітнішої вакантної посади: у Конституційному суді. Коли парламентська «анти-ДПС» більшість розпалась, багато хто очікував повернення Джукановича та його партії до влади. Однак місцеві вибори, які відбулися в кількох общинах протягом 2021 та 2022 років, показали, що партія натомість втрачає підтримку населення. Зокрема, втрата більшості ДПС у Подгориці розглядалася як покарання за досить контрпродуктивну роль Джукановича в поточній політичній кризі в країні. Вибори відбудуться в час, коли країна охоплена річним політичним безвихіддям, позначеним вотумами недовіри двом окремим урядам і суперечкою між парламентською більшістю та президентом Джукановичем щодо призначення нового прем’єр-міністра. Джуканович, Мілатович та Мандич вважаються найсильнішими з семи кандидатів та єдиними, хто має реальні шанси потрапити до другого туру, за даними ЗМІ. Посада президента в Чорногорії є здебільшого церемоніальною, але багато хто розглядає президентські вибори 2023 року як барометр для майбутніх дострокових парламентських виборів, призначені на червень цього ж року.

## Виборча система
Президента Чорногорії обирають за системою твох турів: якщо жоден кандидат не отримує більшість голосів у першому турі, через два тижні проводиться другий тур. Для того, щоб подати свою кандидатуру до Державної виборчої комісії, потенційним кандидатам необхідно зібрати 8101 підпис.  Новий президент обирається кожні п'ять років і може бути обраний лише на два терміни.

## Кандидати
Державна виборча комісія Чорногорії (ДВК) затвердила сімох кандидатів.
- Номери кандидатів у бюлетені було визначено шляхом випадкового жеребкування 4 березня 2023 року.[15]

| # | Кандидат | Кандидат                     | Приналежність | Приналежність                   | Деталі |
| - | -------- | ---------------------------- | ------------- | ------------------------------- | --- |
| 1 |          | Міло Джуканович              |               | Демократична партія соціалістів | Чинний президент (1998–2002; з 2018), колишній прем’єр-міністр (1991–1998; 2003–2006; 2008–2010; 2012–2016), лідер ДПС з 1998 року. Кандидатуру оголошено 24 лютого та подано 25 лютого 2023 року.                                                        |
| 2 |          | Яков Мілатович               |               | Європа зараз!                   | Економіст, колишній міністр економіки (2020–2022), обраний мером Подгориці після виборів 2022 року, співзасновник і заступник лідера новозаснованого руху «Європа зараз!». Кандидатуру оголошено 23 лютого та подано 26 лютого 2023 року.                 |
| 3 |          | Андрія Мандич                |               | Демократичний фронт             | Депутат парламенту (2001–2020; 2022–тепер), член президії альянсу «Демократичний фронт», лідер партії «Нова сербська демократія», кандидат у президенти 2008 року. Кандидатуру оголошено 28 січня та подано 3 лютого 2023 року.                           |
| 4 |          | Йован Радулович              |               | Безпартійний                    | Персональний тренер, медійна особистість та впливовець з Подгориці, висунутий за підтримки групи громадян. Кандидатуру подано 26 лютого та підтверджено 3 березня 2023 року.                                                                              |
| 5 |          | Ґоран Данілович              |               | Єдина Чорногорія                | Колишній депутат (2006–2016; 2016–2020), колишній міністр внутрішніх справ у тимчасовому уряді (2016), засновник і нинішній лідер Єдиної Чорногорії. Кандидатуру оголошено 28 січня та подано 20 лютого 2023 року.                                        |
| 6 |          | Алекса Бечич                 |               | Демократична Чорногорія         | Депутат Скупщини з 2016 року, колишній президент парламенту (2020–2022), засновник і лідер партії «Демократична Чорногорія». Кандидатуру оголошено 24 лютого та подано 26 лютого 2023 року.                                                               |
| 7 |          | Драґіня Вуксанович-Станкович |               | Соціал-демократична партія      | Депутатка Скупщини з 2012 року, професорка права в Університеті Чорногорії, членкиня і колишня лідерка Соціал-демократичної партії з 2019 по 2021 рік, кандидатка у президенти у 2018 році. Кандидатуру оголошено 9 лютого та подано 22 лютого 2023 року. |

## Виборчі дебати
| Дата Час                                           | Мовник            | Кандидати       | Кандидати | Кандидати | Кандидати | Кандидати | Кандидати | Кандидати  | Кандидати | Кандидати | Кандидати | Кандидати | Кандидати | Кандидати | Кандидати | Кандидати | Кандидати | Кандидати | Кандидати | Кандидати |
| Дата Час                                           | Мовник            | Джуканович      | Мілатович | Мандич    | Радулович | Данілович | Бечич     | Вуксанович |           |           |           |           |           |           |           |           |           |           |           |           |
| -------------------------------------------------- | ----------------- | --------------- | --------- | --------- | --------- | --------- | --------- | ---------- | --------- | --------- | --------- | --------- | --------- | --------- | --------- | --------- | --------- | --------- | --------- | --------- |
| Дата Час                                           | Мовник            | 9 березня 20:00 | TVCG1     | П         | П         | П         | В         | П          | П         | П         |           |           |           |           |           |           |           |           |           |           |
| 16 березня 20:00                                   | TVCG1 (скасовано) | В               | В         | В         | В         | В         | В         | В          |           |           |           |           |           |           |           |           |           |           |           |           |
| 16 березня 20:00                                   | Prva TV           | П               | НЗ        | П         | НЗ        | НЗ        | НЗ        | НЗ         |           |           |           |           |           |           |           |           |           |           |           |           |
| 17 березня 20:00                                   | Vijesti           | В               | П         | П         | В         | П         | П         | П          |           |           |           |           |           |           |           |           |           |           |           |           |
| П Присутній НЗ Незапрошений В Відсутній запрошений |                   |                 |           |           |           |           |           |            |           |           |           |           |           |           |           |           |           |           |           |           |

## Другий тур

### Кандитати
| Кандидати                            |                                                   |
| Міло Джуканович                      | Яков Мілатович                                    |
| ДПС                                  | Європа зараз!                                     |
|                                      |                                                   |
| Діючий Президент Чорногорії (з 2018) | Колишній міністр економіки Чорногорії (2020–2022) |

### Виборчі дебати
Єдина передвиборча теледуель між кандидатами в президенти у другому турі Міло Джукановичем і Яковом Мілатовичем запланована на 31 березня і транслюватиметься в прямому ефірі на каналі чорногорського суспільного мовника TVCG1.

## Соціологічні опитування
Результати опитування наведено в таблицях нижче у зворотному хронологічному порядку, показуючи найновіші першими та використовуючи дату проведення польових досліджень, а не дату публікації. Якщо така дата невідома, замість неї вказується дата публікації. Найвищий відсоток у кожному опитуванні виділяється жирним шрифтом, а фон затінюється кольором провідної партії. У випадку, коли є нічия, жодна фігура не затінюється. Головний стовпець праворуч показує різницю у відсотках між двома кандидатами з найвищими показниками. З початку офіційної президентської виборчої кампанії не було опубліковано жодного опитування громадської думки, за винятком кількох гіпотетичних досліджень, проведених раніше.
Перший тур
| Дата         | Соціологічна група | Джуканович | Спаїч      | Бечич | Мандич | Вуксанович | Данілович | Інші  | Жоден | Відрив |      |   |      |     |       |
| ------------ | ------------------ | ---------- | ---------- | ----- | ------ | ---------- | --------- | ----- | ----- | ------ | ---- | - | ---- | --- | ----- |
| Дата         | Соціологічна група | лютий 2023 | MB/CeDem   | 35.7% | 21.2%  | 15.8%      | 19.9%     | Інші  | Жоден | Відрив | 6.1% | – | 1.2% | n/a | 14.5% |
| лютий 2023   | IDD                | 22.7%      | 30%        | 4.6%  | 10%    | 3%         | 4%        | 15.7% | 9.2%  | 7.3%   |      |   |      |     |       |
| Дата         | Соціологічна група | Джуканович | Кривокапич | Бечич | Мандич | Абазович   | Лекич     | Інші  | Інші  | Відрив |      |   |      |     |       |
| Дата         | Соціологічна група |            |            |       |        |            |           | Інші  | Інші  | Відрив |      |   |      |     |       |
| червень 2021 | CeDem              | 41.5%      | 9.6%       | 19.4% | 11.5%  | 7.3%       | –         | 10.7% | 10.7% | 22.1%  |      |   |      |     |       |
| жовтень 2020 | NSPM               | 30.3%      | 25.2%      | 13%   | 4.5%   | 12.7%      | 3.3%      | 11%   | 11%   | 5.1%   |      |   |      |     |       |

Другий тур
| Дата | Соціологічна група | Джуканович | Спаїч    | Lead |       |       |       |
| ---- | ------------------ | ---------- | -------- | ---- | ----- | ----- | ----- |
| Дата | Соціологічна група | лютий 2023 | MB/CeDem | Lead | 44.7% | 55.3% | 10.6% |

| Дата | Соціологічна група | Джуканович | Бечич    | Lead |       |       |      |
| ---- | ------------------ | ---------- | -------- | ---- | ----- | ----- | ---- |
| Дата | Соціологічна група | лютий 2023 | MB/CeDem | Lead | 47.1% | 52.9% | 5.8% |

| Дата | Соціологічна група | Джуканович | Мандич   | Відрив |       |       |      |
| ---- | ------------------ | ---------- | -------- | ------ | ----- | ----- | ---- |
| Дата | Соціологічна група | лютий 2023 | MB/CeDem | Відрив | 54.7% | 45.3% | 9.4% |

| Дата         | Соціологічна група | Джуканович ДПС | Вукович ДПС | Бечич ДЧ | Абазович ЄРД | Лекич ДЕМОС | Мандич ДФ | Данілович ЄЧ | Вуксанович-Станкович СДП | Кривокапич ХДР | Спаїч ЄЗ! | Мілатович ЄЗ! |     |      |
| ------------ | ------------------ | -------------- | ----------- | -------- | ------------ | ----------- | --------- | ------------ | ------------------------ | -------------- | --------- | ------------- | --- | ---- |
| Дата         | Соціологічна група | грудень 2022   | CeDem       | 2.35     | 2.05         | 2.41        | 2.19      | 2.08         | 1.97                     | 1.98           | 1.78      | 2.12          | 2.6 | 2.51 |
| липень 2022  | CeDem              | 2.37           | 2.0         | 2.45     | 2.11         | 1.96        | 1.91      | 2.01         | 1.78                     | 2.22           | 2.62      | 2.51          |     |      |
| грудень 2021 | CeDem              | 2.35           | –           | 2.41     | 2.23         | 1.94        | 1.91      | 2.0          | 1.9                      | 2.19           | –         | –             |     |      |
| червень 2021 | CeDem              | 2.45           | –           | 2.47     | 2.37         | 1.98        | 1.88      | 1.88         | 1.9                      | 2.17           | –         | –             |     |      |
| серпень 2020 | CeDem              | 2.45           | –           | 2.34     | 2.25         | 2.15        | 1.97      | 1.98         | 1.69                     | 2.53           | –         | –             |     |      |
| грудень 2019 | CeDem              | 2.52           | –           | 2.19     | 2.05         | 1.98        | 1.88      | 1.88         | 1.85                     | –              | –         | –             |     |      |
| липень 2019  | CeDem              | 2.44           | –           | 2.31     | 2.18         | 2.06        | 1.94      | 1.86         | 1.91                     | –              | –         | –             |     |      |
| грудень 2018 | CeDem              | 2.73           | –           | 2.51     | 2.19         | 1.89        | 1.83      | 1.92         | 1.88                     | –              | –         | –             |     |      |

## Результати
| Кандидат                          | Кандидат                     | Партія                          | Голоси  | %      |
| --------------------------------- | ---------------------------- | ------------------------------- | ------- | ------ |
|                                   | Міло Джуканович              | Демократична партія соціалістів | 119,685 | 35.37  |
|                                   | Яков Мілатович               | Європа зараз!                   | 97,867  | 28.62  |
|                                   | Андрія Мандич                | Демократичний фронт             | 65,393  | 19.32  |
|                                   | Алекса Бечич                 | Демократична Чорногорія         | 37,562  | 11.10  |
|                                   | Драґіня Вуксанович-Станкович | Соціал-демократична партія      | 10,669  | 3.15   |
|                                   | Ґоран Данілович              | Єдина Чорногорія                | 4,659   | 1.38   |
|                                   | Йован Радулович              | Безпартійний                    | 2,574   | 0.76   |
| Всього                            | Всього                       | Всього                          | 338,409 | 100.00 |
|                                   |                              |                                 |         |        |
| Дійсні голоси                     | Дійсні голоси                | Дійсні голоси                   | 338,409 | 97.43  |
| Недійсні голоси                   | Недійсні голоси              | Недійсні голоси                 | 8,924   | 2.57   |
| Всього голосів                    | Всього голосів               | Всього голосів                  | 347,333 | 100.00 |
| Всього виборців/явка              | Всього виборців/явка         | Всього виборців/явка            | 542,154 | 64.07  |
| Джерело: Державна виборча комісія |                              |                                 |         |        |